# Società Sportiva Campobasso 1978-1979
Questa pagina raccoglie le informazioni riguardanti la Società Sportiva Campobasso nelle competizioni ufficiali della stagione 1978-1979.

## Stagione
Per il nuovo campionato di C1 1978-1979 il Campobasso punta a un ringiovanimento della rosa e a una salvezza tranquilla. Viene scelto come direttore sportivo Ernesto Bronzetti e la squadra viene completamente rinnovata: rimangono D'Alessandro, Scorrano, Facoetti e Fiorillo, mentre arrivano nel capoluogo molisano i difensori  Angelo Trevisan e Natale Picano, i centrocampisti Marco Maestripieri e Silvano Pivotto, il portiere Franco Paleari in prestito dall'Udinese, l'ala Pieraldo Nemo e la coppia di attaccanti Giampiero Aliverni e Umberto Catarci, mentre dalle giovanili si affaccia in prima squadra il difensore Luigino Pasciullo. La squadra, affidata a Piero Fontana, inizia al rallentatore, ma alla quarta giornata rifila quattro gol alla Salernitana al Vestuti (prima squadra a vincere con questo risultato a Salerno dai tempi del Grande Torino). Si ritrova a giocare le giornate successive nella parte alta della classifica, senza mai fare il vero salto di qualità, causa un attacco poco prolifico (25 gol in tutta la stagione). Incappa, in nove partite consecutive, in 8 0-0 e una sola vittoria. La speranza di agguantare  un posto per la Serie B di fatto finisce contro il Matera (che chiuderà primo) alla 29ª giornata che vince per 2-1, anche se i lupi due giornate dopo batteranno il Pisa di Romeo Anconetani che lotta (e otterrà) per la Serie B. Il Campobasso chiude il campionato al 4º posto e 38 punti conquistati.
In Coppa Italia Semiprofessionisti 1978-1979 passa agevolmente il girone contro Lanciano e Pro Vasto, passa ai rigori contro la Casertana per poi uscire dalla competizione agli ottavi contro il Teramo.

## Rosa
| N. |                   | Ruolo | Calciatore                  |
| -- | ----------------- | ----- | --------------------------- |
|    | Italia (bandiera) | P     | Massimo Migliorini          |
|    | Italia (bandiera) | P     | Franco Paleari              |
|    | Italia (bandiera) | P     | Giuseppe Porrino            |
|    | Italia (bandiera) | D     | Antonio Del Zoppo           |
|    | Italia (bandiera) | D     | Alvaro Facoetti             |
|    | Italia (bandiera) | D     | Enrico Lanzi                |
|    | Italia (bandiera) | D     | Enzo Menchini               |
|    | Italia (bandiera) | D     | Luigino Pasciullo           |
|    | Italia (bandiera) | D     | Pasquale Petrecca           |
|    | Italia (bandiera) | D     | Natale Picano               |
|    | Italia (bandiera) | D     | Michele Scorrano (capitano) |
|    | Italia (bandiera) | D     | Angelo Trevisan             |

| N. |                   | Ruolo | Calciatore           |
| -- | ----------------- | ----- | -------------------- |
|    | Italia (bandiera) | C     | Gabriele Corigliano  |
|    | Italia (bandiera) | C     | Siro D'Alessandro    |
|    | Italia (bandiera) | C     | Nicola Fucci         |
|    | Italia (bandiera) | C     | Francesco Giurati    |
|    | Italia (bandiera) | C     | Marco Maestripieri   |
|    | Italia (bandiera) | C     | Silvano Pivotto      |
|    | Italia (bandiera) | C     | Giuseppe Silva       |
|    | Italia (bandiera) | A     | Giampiero Alivernini |
|    | Italia (bandiera) | A     | Silvio Campofredano  |
|    | Italia (bandiera) | A     | Umberto Catarci      |
|    | Italia (bandiera) | A     | Antonio Fiorillo     |
|    | Italia (bandiera) | A     | Pieraldo Nemo        |
|    | Italia (bandiera) |       | Santoro              |
|    | Italia (bandiera) |       | Villani              |

## Calciomercato

### Sessione estiva
| Acquisti | Acquisti             | Acquisti      | Acquisti   |
| R.       | Nome                 | da            | Modalità   |
| -------- | -------------------- | ------------- | ---------- |
| P        | Franco Paleari       | Udinese       | prestito   |
| P        | Giuseppe Porrino     | Cremonese     | definitivo |
| D        | Antonio Del Zoppo    | Termoli       | definitivo |
| D        | Enzo Menchini        | Sangiovannese | definitivo |
| D        | Natale Picano        | Trapani       | definitivo |
| D        | Angelo Trevisan      | Dolo          | definitivo |
| C        | Francesco Giurati    | Udinese       | definitivo |
| C        | Marco Maestripieri   | Lazio         | prestito   |
| C        | Silvano Pivotto      | Lazio         | definitivo |
| A        | Giampiero Alivernini | Brindisi      | definitivo |
| A        | Silvio Campofredano  | Termoli       | definitivo |
| A        | Umberto Catarci      | Brindisi      | definitivo |

| Cessioni | Cessioni             | Cessioni              | Cessioni      |
| R.       | Nome                 | a                     | Modalità      |
| -------- | -------------------- | --------------------- | ------------- |
| P        | Adelmo Berardo       |                       | svincolato    |
| P        | Giovanni Ciaramella  |                       | svincolato    |
| P        | Massimo Migliorini   | Montevarchi           | definitivo    |
| D        | Giuseppe Antoniani   |                       | svincolato    |
| D        | Giancarlo Carloni    | Messina               | definitivo    |
| D        | D'Amico              |                       | svincolato    |
| D        | Livio Gardiman       | Alessandria           | definitivo    |
| D        | Pietro Sbaccanti     | Roma                  | fine prestito |
| D        | Vincenzo Urbani      | Fermana               | definitivo    |
| C        | Angelo Amadori       | San Felice sul Panaro | definitivo    |
| C        | Bagnoli              |                       | svincolato    |
| C        | Gabriele Bolognesi   | Pro Vasto             | definitivo    |
| C        | Giacomo De Francesco |                       | svincolato    |
| A        | Barbieri             |                       | svincolato    |
| A        | Walter Berardi       | Cosenza               | definitivo    |
| A        | Claudio Capogna      | Turris                | definitivo    |
| A        | Bruno Colitti        |                       | svincolato    |
| A        | Nauta                |                       | svincolato    |
| A        | Giorgio Petrella     |                       | svincolato    |
| A        | Nicola Silva         | Trapani               | definitivo    |
| A        | Tavaniello           |                       | svincolato    |
|          | Camarda              |                       | svincolato    |
|          | Landolfi             |                       | svincolato    |

### Sessione autunnale
| Acquisti | Acquisti      | Acquisti  | Acquisti   |
| R.       | Nome          | da        | Modalità   |
| -------- | ------------- | --------- | ---------- |
| D        | Enrico Lanzi  | Monza     | definitivo |
| A        | Pieraldo Nemo | Catanzaro | definitivo |

### Operazioni esterne alle sessioni
| Cessioni | Cessioni        | Cessioni    | Cessioni   |
| R.       | Nome            | da          | Modalità   |
| -------- | --------------- | ----------- | ---------- |
| D        | Vincenzo Pilone | Francavilla | svincolato |

## Risultati

### Campionato

#### Girone di andata
| Lucca 1º ottobre 1978 1ª giornata | Lucchese         | 0 – 0 | Campobasso | Stadio Porta Elisa\| Arbitro: \| Giaffreda (Roma) \| |
| Arbitro:                          | Giaffreda (Roma) |       |            |                                                      |

| Arbitro: | Savalli (Trapani) |

|              |           |             |
| Scorrano 60’ | Marcatori | 86’ Zottoli |

| Arbitro: | Bianciardi (Siena) |

|             |           |  |
| Messina 44’ | Marcatori |  |

| Arbitro: | Manfredini (Pavia) |

|  |           |                                                       |
|  | Marcatori | 32’ Maestripieri 39’, 53’ Alivernini 65’ D'Alessandro |

| Arbitro: | Cerquoni (Macerata) |

|          |           |  |
| Nemo 67’ | Marcatori |  |

| Arbitro: | Parusini (Udine) |

|          |           |            |
| Luzi 59’ | Marcatori | 7’ Catarci |

| Campobasso 12 novembre 1978 7ª giornata | Campobasso        | 0 – 0 | Latina | Stadio Giovanni Romagnoli\| Arbitro: \| Pirandola (Lecce) \| |
| Arbitro:                                | Pirandola (Lecce) |       |        |                                                              |

| Arbitro: | Da Pozzo (Monza) |

|           |           |                |
| Morra 65’ | Marcatori | 25’ Alivernini |

| Arbitro: | Mondoni (Milano) |

|                                   |           |  |
| Pivotto 50’, 89’ Maestripieri 59’ | Marcatori |  |

| Arbitro: | Altobelli (Roma) |

|            |           |  |
| Bortot 79’ | Marcatori |  |

| Arbitro: | Simini (Torino) |

|                |           |              |
| Alivernini 18’ | Marcatori | 72’ Simonato |

| Arbitro: | Leni (Perugia) |

|                  |           |  |
| D'Alessandro 63’ | Marcatori |  |

| Arbitro: | Casella (Voghera) |

|                         |           |          |
| Vescovi 22’, 62’ (rig.) | Marcatori | 65’ Nemo |

| Arbitro: | Manfredini (Pavia) |

|                             |           |               |
| Cacitti 49’ (aut.) Nemo 70’ | Marcatori | 80’ Luteriani |

| Arbitro: | Falzier (Treviso) |

|             |           |  |
| Girardi 63’ | Marcatori |  |

| Arbitro: | Adamu (Cagliari) |

|             |           |  |
| Catarci 45’ | Marcatori |  |

| Arezzo 28 gennaio 1979 17ª giornata | Arezzo            | 0 – 0 | Campobasso | Stadio Comunale\| Arbitro: \| Ronchetti (Carpi) \| |
| Arbitro:                            | Ronchetti (Carpi) |       |            |                                                    |

#### Girone di ritorno
| Arbitro: | Agate (Torino) |

|                  |           |  |
| Lanzi 76’ (rig.) | Marcatori |  |

| Arbitro: | Sala (Lecco) |

|                     |           |  |
| Vitulano 39’ (rig.) | Marcatori |  |

| Campobasso 18 febbraio 1979 20ª giornata | Campobasso           | 0 – 0 | Pro Cavese | Stadio Giovanni Romagnoli\| Arbitro: \| Polacco (Conegliano) \| |
| Arbitro:                                 | Polacco (Conegliano) |       |            |                                                                 |

| Campobasso 25 febbraio 1979 21ª giornata | Campobasso       | 0 – 0 | Salernitana | Stadio Giovanni Romagnoli\| Arbitro: \| Giaffreda (Roma) \| |
| Arbitro:                                 | Giaffreda (Roma) |       |             |                                                             |

| Torre del Greco 4 marzo 1979 22ª giornata | Turris         | 0 – 0 | Campobasso | Stadio Amerigo Liguori\| Arbitro: \| Colanti (Roma) \| |
| Arbitro:                                  | Colanti (Roma) |       |            |                                                        |

| Arbitro: | Cherri (Macerata) |

|             |           |  |
| Catarci 86’ | Marcatori |  |

| Latina 25 marzo 1979 24ª giornata | Latina              | 0 – 0 | Campobasso | Stadio Comunale\| Arbitro: \| Tubertini (Bologna) \| |
| Arbitro:                          | Tubertini (Bologna) |       |            |                                                      |

| Campobasso 1º aprile 1979 25ª giornata | Campobasso        | 0 – 0 | Catania | Stadio Giovanni Romagnoli\| Arbitro: \| Parussini (Udine) \| |
| Arbitro:                               | Parussini (Udine) |       |         |                                                              |

| Frattamaggiore 8 aprile 1979 26ª giornata | Paganese       | 0 – 0 | Campobasso | Stadio Pasquale Ianniello\| Arbitro: \| Agate (Torino) \| |
| Arbitro:                                  | Agate (Torino) |       |            |                                                           |

| Campobasso 22 aprile 1979 27ª giornata | Campobasso        | 0 – 0 | Reggina | Stadio Giovanni Romagnoli\| Arbitro: \| Pairetto (Torino) \| |
| Arbitro:                               | Pairetto (Torino) |       |         |                                                              |

| Teramo 29 aprile 1979 28ª giornata | Teramo | 0 – 0 | Campobasso | Stadio Comunale\| Arbitro: \| Magni \| |
| Arbitro:                           | Magni  |       |            |                                        |

| Arbitro: | Giaffreda (Roma) |

|                                 |           |                |
| Raffaele 24’ (rig.), 86’ (rig.) | Marcatori | 32’ Alivernini |

| Arbitro: | Falzier (Treviso) |

|              |           |  |
| Facoetti 89’ | Marcatori |  |

| Benevento 20 maggio 1979 31ª giornata | Benevento      | 0 – 0 | Campobasso | Stadio Gennaro Meomartini\| Arbitro: \| Luci (Firenze) \| |
| Arbitro:                              | Luci (Firenze) |       |            |                                                           |

| Arbitro: | Sarti (Modena) |

|                                  |           |  |
| Picano 27’ (rig.) Alivernini 72’ | Marcatori |  |

| Arbitro: | Casello (Voghera) |

|                |           |  |
| De Gennaro 22’ | Marcatori |  |

| Arbitro: | Valente (Montefalcone) |

|                             |           |  |
| Trevisan 23’ Alivernini 77’ | Marcatori |  |

### Coppa Italia Semiprofessionisti

#### Fase a gironi
| Arbitro: | Leni (Perugia) |

|                                 |           |  |
| D'Alessandro 60’ Alivernini 85’ | Marcatori |  |

| 30 agosto 1978 2ª giornata |  | – Il Campobasso riposa |  |  |

| Arbitro: | Laricchia (Bari) |

|            |           |                             |
| Davide 90’ | Marcatori | 14’ Alivernini 88’ Fiorillo |

| Arbitro: | Litro (Taranto) |

|               |           |                          |
| Turchetti 37’ | Marcatori | 20’ Catarci 47’ Fiorillo |

| 17 settembre 1978 5ª giornata |  | – Il Campobasso riposa |  |  |

| Arbitro: | Lugli (Reggio Emilia) |

|                |           |  |
| Alivernini 32’ | Marcatori |  |

#### Sedicesimi di finale
| Squadra 1  | Totale        | Squadra 2 | Andata | Ritorno |
| ---------- | ------------- | --------- | ------ | ------- |
| Campobasso | 3-3 (4-2 dcr) | Casertana | 2-1    | 1-2     |

| Arbitro: | Damiani (Ascoli Piceno) |

|                                  |           |                       |
| Alivernini 25’ Picano 86’ (rig.) | Marcatori | 68’ (rig.) D'Agostino |

| Arbitro: | D'Astore Jr (Lecce) |

|                                 |                      |                                |
| Magnani 8’ Moccia 120’ (rig.)   | Marcatori            | 114’ Nemo                      |
| D'Agostino Moccia Vesce Magnani | Tiri di rigore 2 – 4 | Pivotto Alivernini Nemo Picano |

#### Ottavi di finale
| Squadra 1 | Totale | Squadra 2  | Andata | Ritorno |
| --------- | ------ | ---------- | ------ | ------- |
| Teramo    | 5-1    | Campobasso | 3-1    | 2-0     |

| Arbitro: | Baldi (Roma) |

|                                |           |                   |
| Marcocci 46’ Abbrugia 52’, 90’ | Marcatori | 48’ (rig.) Picano |

| Arbitro: | Basile (Siracusa) |

|  |           |                   |
|  | Marcatori | 60’, 80’ Ruscioli |

## Statistiche

### Statistiche di squadra
| Competizione                    | Punti | In casa | In casa | In casa | In casa | In casa | In casa | In trasferta | In trasferta | In trasferta | In trasferta | In trasferta | In trasferta | Totale | Totale | Totale | Totale | Totale | Totale | DR  |
| Competizione                    | Punti | G       | V       | N       | P       | Gf      | Gs      | G            | V            | N            | P            | Gf           | Gs           | G      | V      | N      | P      | Gf     | Gs     | DR  |
| ------------------------------- | ----- | ------- | ------- | ------- | ------- | ------- | ------- | ------------ | ------------ | ------------ | ------------ | ------------ | ------------ | ------ | ------ | ------ | ------ | ------ | ------ | --- |
| Serie C1                        | 38    | 17      | 10      | 7       | 0       | 17      | 3       | 17           | 1            | 9            | 7            | 8            | 11           | 34     | 11     | 16     | 7      | 25     | 14     | +11 |
| Coppa Italia Semiprofessionisti | 8     | 4       | 3       | 0       | 1       | 5       | 3       | 4            | 2            | 0            | 2            | 6            | 7            | 8      | 5      | 0      | 3      | 11     | 10     | +1  |
| Totale                          | -     | 21      | 13      | 7       | 1       | 22      | 6       | 21           | 3            | 9            | 9            | 14           | 18           | 42     | 16     | 16     | 10     | 36     | 26     | +12 |

### Statistiche dei giocatori
| Giocatore       | Serie C  | Serie C | Coppa Italia Semiprofessionisti | Coppa Italia Semiprofessionisti | Totale   | Totale |
| Giocatore       | Presenze | Reti    | Presenze                        | Reti                            | Presenze | Reti   |
| --------------- | -------- | ------- | ------------------------------- | ------------------------------- | -------- | ------ |
| G. Alivernini   | 31       | 7       | 6                               | 4                               | 37       | 11     |
| S. Campofredano | 0        | 0       | 1                               | 0                               | 1        | 0      |
| U. Catarci      | 34       | 3       | 6                               | 1                               | 40       | 4      |
| G. Corigliano   | 0        | 0       | 1                               | 0                               | 1        | 0      |
| A. Del Zoppo    | 2        | 0       | 3                               | 0                               | 5        | 0      |
| S. D'Alessandro | 34       | 2       | 7                               | 1                               | 41       | 3      |
| A. Facoetti     | 32       | 1       | 6                               | 0                               | 38       | 1      |
| A. Fiorillo     | 16       | 0       | 5                               | 2                               | 21       | 2      |
| N. Fucci        | 0        | 0       | 1                               | 0                               | 1        | 0      |
| F. Giurati      | 9        | 0       | 6                               | 0                               | 15       | 0      |
| E. Lanzi        | 21       | 1       | 2                               | 0                               | 23       | 1      |
| Liberatore      | 0        | 0       | 1                               | 0                               | 1        | 0      |
| M. Maestripieri | 31       | 2       | 5                               | 0                               | 36       | 2      |
| E. Menchini     | 2        | 0       | 4                               | 0                               | 6        | 0      |
| M. Migliorini   | -        | -       | 3                               | -3                              | 3        | -3     |
| P. Nemo         | 30       | 3       | 2                               | 1                               | 32       | 4      |
| F. Paleari      | 29       | -14     | 3                               | -3                              | 32       | -17    |
| L. Pasciullo    | 4        | 0       | 3                               | 0                               | 7        | 0      |
| P. Petrecca     | 0        | 0       | 1                               | 0                               | 1        | 0      |
| N. Picano       | 33       | 1       | 7                               | 2                               | 40       | 3      |
| S. Pivotto      | 25       | 2       | 7                               | 0                               | 32       | 2      |
| G. Porrino      | 5        | -0      | 2                               | -5                              | 7        | -5     |
| Santoro         | 0        | 0       | 1                               | 0                               | 1        | 0      |
| M. Scorrano     | 34       | 1       | 6                               | 0                               | 40       | 1      |
| G. Silva        | 2        | 0       | 1                               | 0                               | 3        | 0      |
| A. Trevisan     | 25       | 1       | 5                               | 0                               | 30       | 1      |
| Villani         | 0        | 0       | 2                               | 0                               | 2        | 0      |